# Spirostreptus erythropareius
Spirostreptus erythropareius är en mångfotingart som beskrevs av Brandt 1841. Spirostreptus erythropareius ingår i släktet Spirostreptus och familjen Spirostreptidae. Inga underarter finns listade i Catalogue of Life.